# Castelo de Falkenstein (Baviera)

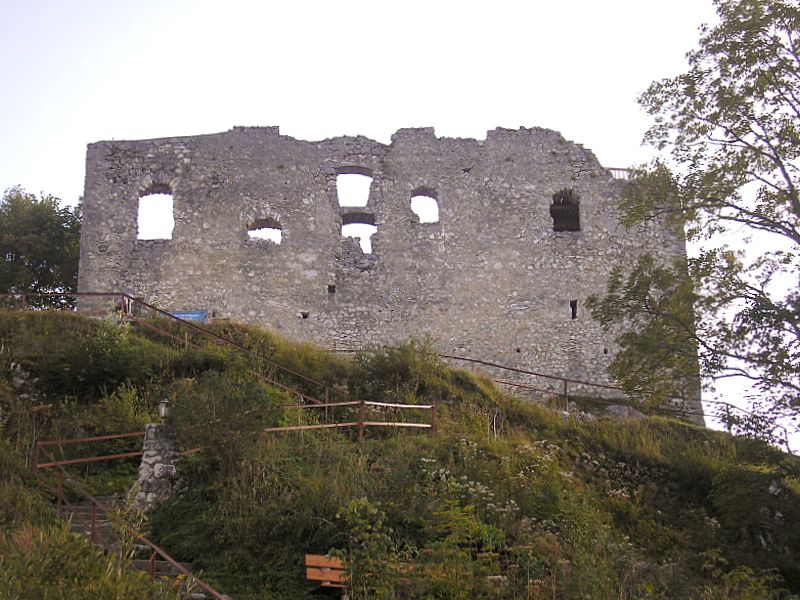
Burg Falkenstein

O Castelo de Falkenstein, em alemão Burg Falkenstein (em português: Castelo da Rocha dos Falcões), ou Castrum Pfronten, é um castelo datado da Alta Idade Média, actualmente em ruínas, situado nos Alpes Bávaros, próximo de Pfronten, uma cidade no sul da Alemanha.
O Rei Luís II da Baviera comprou as ruínas em 1883 e planeou transformá-las num magnífico castelo de conto de fadas. Porém os planos foram abandonados depois da sua morte, ocorrida em 1886.

## Localização

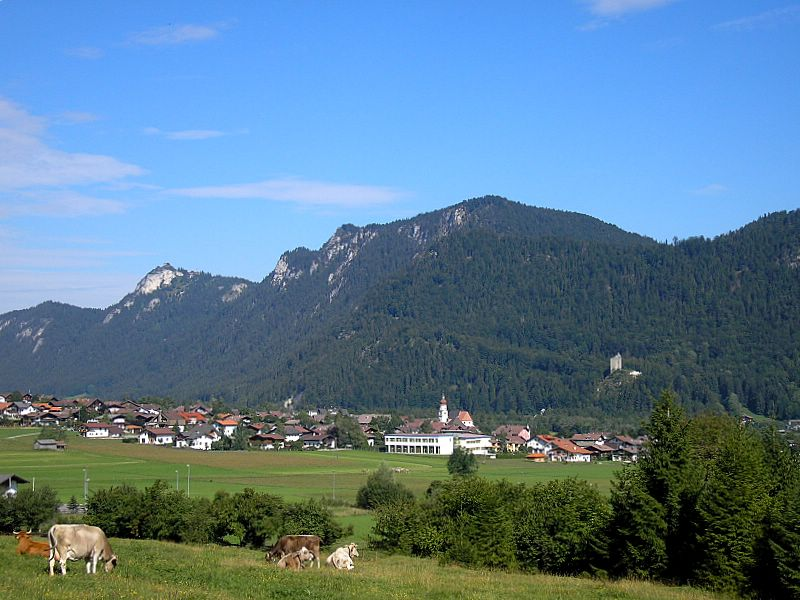
Zona do Rio Vils, com o Burg Vilsegg, à direita, e o Burg Falkenstein, à esquerda.

O Burg Falkenstein localiza-se 1.268 metros acima do nível do mar, sendo o mais elevado castelo em ruínas da Alemanha.
O pequeno castelo está exposto pela pesquisa moderna, devido à sua localização excepcional, como um símbolo de domínio e de poder, sendo interpretado como tendo um papel de oposição ao Ducado da Baviera. Na verdade, como construção militar só era realmente adequado a sede administrativa, tendo esta mudado para o vale em 1582.
Hoje em dia, o castelo é visitado, principalmente, pela perspectiva que permite sobre o Rio Vils e o cume do Tannheimer Gruppe.

## História

### OCastrum Pfronten

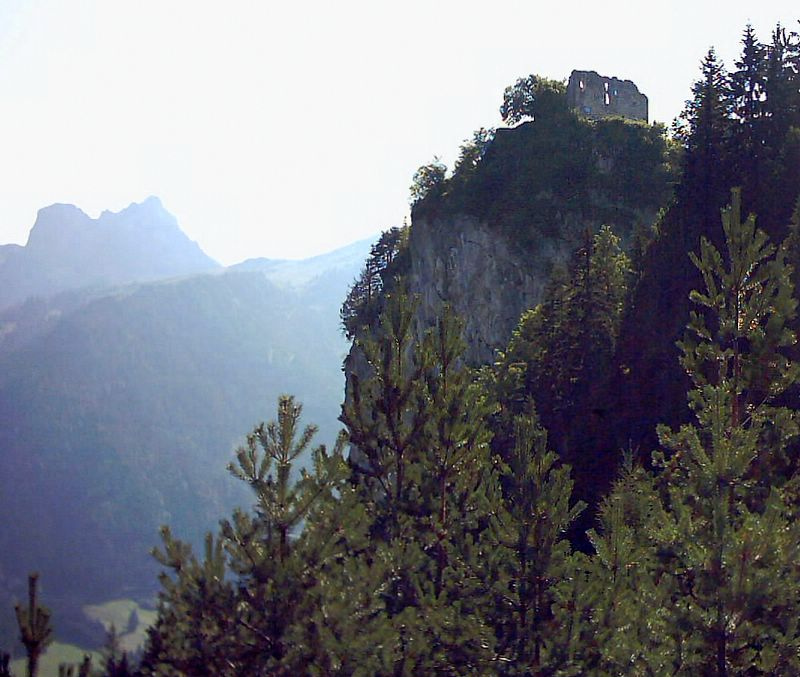
Vista geral do Burg Falkenstein.

Na década de 1270, o Conde Meinhard II do Tirol tomou posse do património em Ostallgäu. Como um sinal inequívoco para os seus rivais que acabariam por sair vencedores), os Duques da Baviera, mandou estabelecer, em 1280, o "Castrum Pfronten" na margem do seu reino para definir território. A primeira menção escrita ao castelo remonta a 1290. O actual nome de "Falkenstein" só passou a ser usado a partir do século XV, provavelmente devido à sua invulgar localização.
Pouco tempo depois, o Bispo de Augsburgo, Wolfhard, transferiu uma verba, certificada no referido documento, para a reparação do pequeno castelo tirolês e pagamento duma comissão (Vogteizinses). O Conde do Tirol e o Bispo de Augsburgo tinham interesses comuns contra os seus poderosos vizinhos, os Duques da Baviera. Os territórios dos três senhores feudais tocavam-se aqui, na zona de Füssen, o que constituiu uma das razões para a invulgar riqueza deste pedaço de território.

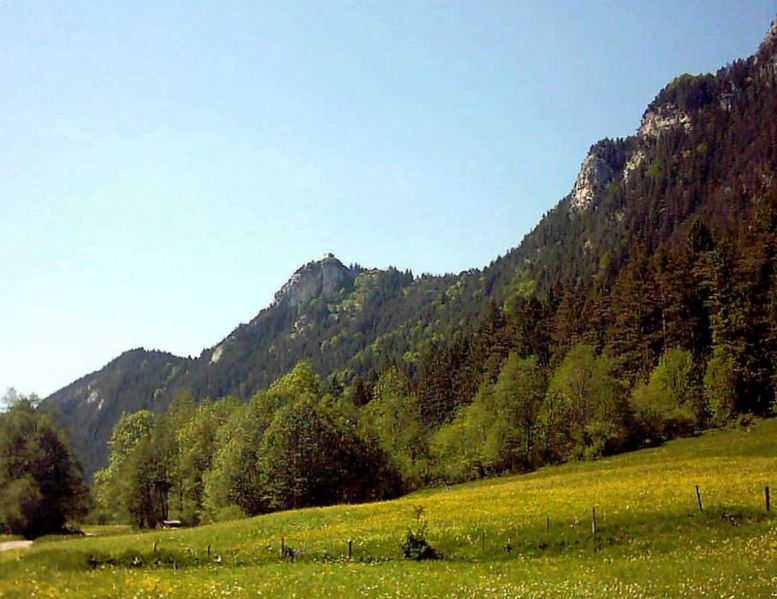
O Burg Falkenstein visto do vale.

O castelo serviu, até 1582, como sede dos governadores ou cuidadores de Augsburgo, os quais, devido à altitude excepcional da construção, muitas vezes não o habitavam, especialmente no Inverno. Parece, portanto, subjacente a criação duma granja habitável, tendo a sede sido mudada, mais tarde, para o vale, para lá de Ried.
No final da Guerra dos Trinta Anos (1646), o Burg Falkenstein partilhou o seu destino com os dois castelos vizinhos, o Burg Eisenberg e o Burg Hohenfreyberg. O governo local do Tirol decidiu-se pelo abandono dos três castelos de forma que o exército sueco-protestante não os encontra-se intactos. Os edifícios foram esvaziados e incendiados. Porém, os protestantes mudaram, pouco depois, a direcção da sua marcha, pelo que a destruição resultou inútil.
Juntamente com o resto dos picos de Augsburgo, também o Burg Falkenstein passou para a Baviera em 1803, com o castelo a ser alienado, pouco depois, aos ortsteils (devisão administrativa local) de Steinach e Ösch, actualmente parte do município de Pfronten.

### A visão de Luís II da Baviera
O Rei Luís II da Baviera comprou as ruínas em 1883 e encomendou a vários arquitectos, sendo o primeiro Christian Jank (o autor do Castelo de Neuschwanstein), projectos para substituir a estrutura existente por um castelo romântico.
Jank criou inicialmente um desenho contido, mas mais tarde concebeu o castelo num dramático estilo gótico. Georg Dollman foi contratado para produzir plantas e elevações, no mesmo ano, com base nos planos de Jank However, his modest and economical designs displeased Ludwig.
A tarefa de redesenhar Falkenstein foi dada a Max Schultze, o arquitecto dos Príncipes Thurn und Taxis, favorecido pela encomenda real. Ele não só planeou o castelo num estilo Raubritter (numa versão altamente simplificado dos esboços de Jank), como também começou a criar os desenhos interiores e afrescos, num estilo secular bizantino, com a ajuda de August Spieß. Digno de menção especial é o quarto de Luís II, o qual fazia lembrar uma vasta capela. Durante esta época, em 1884, foram feitas uma estrada e uma linha de água para servir o lugar, tendo sido criado um modelo em papel machê segundo os planos de Schultze. No entanto,  Schultze retirou-se do projecto em 1885.
Julius Hofmann e Eugen Drollinger foram escolhidos para seceder a Schultze, embora eles soubessem que, provavelmente, Falkenstein nunca seria construído. Deste modo, fizeram os desenhos de forma espectacular e impraticável de acordo com os seus desejos. Drollinger estava a trabalhar num plano para o quarto de Luís II - redesenhado para apresentar janelas de vidro e uma cúpula em mosaico -  quando foi informado da morte do rei.
Luís II faleceu em 1886, antes das obras no castelo terem começado verdadeiramente, pelo que os muitos planos para Falkenstein foram abandonados permanentemente. As ruínas do Castrum Pfronten, no local do edifício planeado, nunca foram demolidas.

## Actualidade

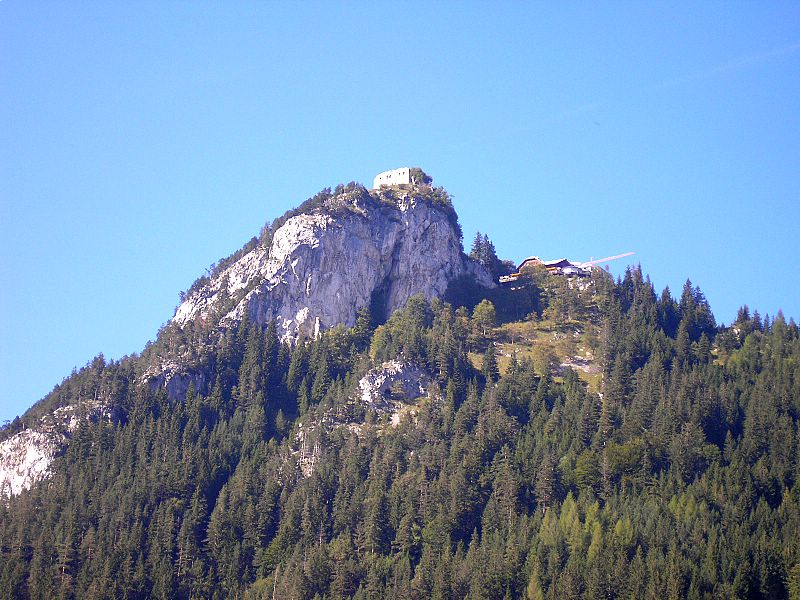
As ruínas do Burg Falkenstein vistas de baixo.

O castelo limita-se a uma casa forte (Festen Haus), cujas ruínas consistem nos vestígios do palácio fortificado e dum débil muro de cintura. Os edifícios agrícolas foram encontrados cerca de 50 metros abaixo, fazendo agora parte do hotel do castelo (Burghotel).
As paredes exteriores da rectangular "Festen Haus" ainda têm cerca de oito metros de altura, sendo considerado por alguns que terão sido interrompidas por janelas semi-circulares. Na parte oriental ainda são visíveis os restos da muralha de cintura.